# Alain Gerlache
Pour les articles homonymes, voir Gerlache.
Alain Gerlache (né en 1952) est un journaliste et une personnalité de la radio-télévision belge RTBF.

## Biographie
Alain Gerlache a passé son enfance en Afrique centrale. Il est licencié en philologie germanique à l'UCL. Professeur de langues, il se lance en parallèle dans l'aventure des radios libres. Il entre ensuite comme journaliste à la RTBF, où il se spécialise dans l'information politique. En 1996, il lance son émission d'interviews percutantes, À bout portant.
En 1999, il accepte la proposition du nouveau Premier ministre Guy Verhofstadt de devenir son porte-parole. En 2003, il est nommé directeur de la télévision à la RTBF. Le 13 décembre 2006, il participe directement à l'émission spéciale qui simule l'indépendance de la Flandre. En janvier 2007, Alain Gerlache devient le nouveau Secrétaire général de la Communauté des télévisions francophones (CTF), poste auquel il a été reconduit en 2010 et en 2013.
En mars 2008, il lance le premier projet multiplateforme de la RTBF intitulé interMédias. Consacré à l'évolution des médias et à la révolution numérique, interMédias se décline à la radio, à la télévision et sur internet jusqu'à l'été 2011. À partir de septembre 2010, il assure chaque matin la chronique médiaTIC sur La Première (RTBF radio) et il intervient régulièrement dans d'autres émissions de la RTBF, à la radio, la télé et sur le web.  Depuis septembre 2013, il assure la chronique Média21 sur la chaine Classic21. En septembre 2015, il lance l'émission Les Décodeurs RTBF sur La Première consacrée au web, aux médias et à la communication. 
Alain Gerlache est impliqué dans les projets reliés à la francophonie. Avec Christian Agbobli et Dominique Mégard, il est un des trois parrains du Cercle des communicants et journalistes francophones (CCJF) fondé par Damien Arnaud. 
Actif aussi dans les médias flamands, il collabore régulièrement pour le quotidien De Morgen et la VRT à propos des rapports entre les francophones et les néerlandophones en Belgique. 
Alain Gerlache a été maître de conférences en journalisme à l'Université de Liège et à l'UCL-Mons où il traitait du webjournalisme et des médias interactifs. En 2019, il lance le premier podcast bilingue français-néerlandais avec le journaliste de la VRT Ivan De Vadder. Il est marié à l’historien de la musique belge (d’origine grecque) Stéphane Dado.